# Nazionale maschile di beach soccer dell'Iraq
La nazionale di beach soccer dell'Iraq rappresenta l’Iraq nelle competizioni internazionali di beach soccer.

## Rosa
Aggiornata a marzo 2011

| N. |                 | Ruolo | Calciatore         |
| -- | --------------- | ----- | ------------------ |
|    | Iraq (bandiera) | P     | Husham Jaaz        |
|    | Iraq (bandiera) | D     | Hussein Hussein    |
|    | Iraq (bandiera) | D     | Karrar Taeem       |
|    | Iraq (bandiera) | A     | Raed Abdulnabi     |
|    | Iraq (bandiera) | D     | Dheyauldeen Dheyab |
|    | Iraq (bandiera) | A     | Morteza Jasim      |

| N. |                 | Ruolo | Calciatore        |
| -- | --------------- | ----- | ----------------- |
|    | Iraq (bandiera) | A     | Sadeq Shhet       |
|    | Iraq (bandiera) | A     | Ahmad Hamad       |
|    | Iraq (bandiera) | D     | Muthanna Abdullah |
|    | Iraq (bandiera) | D     | Mushtaq Mohammed  |
|    | Iraq (bandiera) | A     | Karrar Saber      |
|    | Iraq (bandiera) | P     | Ali Tawfeeq       |

Allenatore: Fallah Zaboon